# El Manchado (cuento)
El Manchado es un cuento del escritor uruguayo  Constancio C. Vigil. cuya primera edición se hizo en Argentina, en 1941, en los talleres gráficos de la editorial Atlántida. Es un cuento del género fábula que trata sobre las aventuras de un grillo antropomorfo dotado de una inteligencia extraordinaria. La primera aparición de El Manchado fue como un protagonista secundario dentro del cuento la Hormiguita Viajera. En esa primera aparición su aspecto era más similar al de un insecto que en el posterior diseño donde aparece como protagonista de su propio cuento y luce una estética más antropomorfa.

## Descripción del personaje
El Manchado es un grillo que se distingue de los demás por la característica estética de tener una mancha blanca en su cabeza, sin embargo, lo que lo hace aún más diferente al resto de los grillos dentro de la fábula, es su extraordinaria inteligencia y bondad, útiles para liderar y ayudar tanto al resto de los grillos como a otros animales, entre ellos a la Hormiguita Viajera, otro de los personajes creados por Vigil. En las diferentes ediciones del cuento, su protagonista es ilustrado vestido de gala con frac y con gran talento para la música.

### Resumen
A lo largo del libro se presenta al Manchado como un grillo con suma habilidad para la resolución de los conflictos de la vida diaria, siendo capaz de salvarle la vida a un impertinente caracol de ser capturado por un hombre que se dedicaba a la recolección de los mismos con hábitos culinarios, así como también de poder guiar a los demás grillos para salvarse de una inundación, de ser comidos por un sapo con una insaciable voracidad llamado Gambatorta o de eludir repetidas veces a las aves que se alimentan de insectos. Posteriormente y sin proponérselo, navega por aguas desconocidas a un paraíso idílico al que llaman el "paraíso de los grillos" del cual regresa luego de interactuar junto a sus semejantes en las costumbres sociales de los mismos, para volver a guiar por lugares seguros a otros grillos más necesitados. Durante sus viajes conoce a un pequello y tullido grillo que resulta ser su hermano menor y del cual él se convierte en su tutor.

## Capítulos
- El Manchado
- El caracol y su casa
- Un problema peliagudo
- Navegante improvisado
- El paraíso de los grillos
- La boda y los festejos
- En el país natal
- El hermanito
- Músicos conocidos
- Novedades y percances
- Una noche afortunada[3][7]

## Ediciones e ilustradores
El cuento tuvo varias ediciones con más de 75 000 ejemplares vendidos solamente en la década de los 40 del siglo pasado. Además de ser editado como libro, hubo varias ediciones en formato minilibro de 16 páginas donde se relataba un punto específico del cuento. Las ilustraciones estuvieron a cargo de Federico Ribas y Raúl Stévano.